# Подлесько
Подлесько (пол. Podlesko) — село в Польщі, у гміні Красоцин Влощовського повіту Свентокшиського воєводства.
У 1975-1998 роках село належало до Келецького воєводства.